# John Belushi
Pour les articles homonymes, voir Belushi.

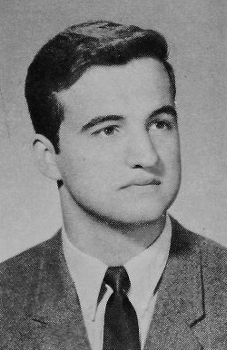
John Belushi, adolescent, en 1967.

John Adam Belushi est un acteur américain d'origine albanaise, né le 24 janvier 1949 à Chicago (Illinois) et mort le 5 mars 1982 à Hollywood (Californie), au Château Marmont. Il est le frère de l'acteur James Belushi. Faisant partie des sept membres originaux du Saturday Night Live, il collabora étroitement tout au long de sa carrière avec Dan Aykroyd, un autre humoriste de l'émission, qu'il avait rencontré alors qu'ils travaillaient tous les deux dans la troupe d'improvisation théâtrale The Second City à Chicago.
Né à Chicago de parents albano-américains, Belushi fonde sa propre troupe de comédie appelée The West Compass Trio avec Tino Insana et Steve Beshekas. Après avoir été découvert par Bernard Sahlins (en), il se produit avec The Second City et rencontre Dan Aykroyd, Brian Doyle-Murray et Harold Ramis. En 1975, Chevy Chase et Michael O'Donoghue (en) le recommandent auprès de Lorne Michaels, le créateur et show runner du Saturday Night Live, qui l'accepte comme nouveau membre de la distribution après une audition. Belushi y développe une série de personnages qui connaissent un grand succès, notamment ses interprétations de Henry Kissinger et Ludwig van Beethoven. Il apparaît dans les films American College, 1941, Les Blues Brothers, et Les Voisins. Il s'intéresse également à la musique : avec Aykroyd, Lou Marini, Tom Malone, Steve Cropper, Duck Dunn, et Paul Shaffer, il fonde les Blues Brothers, ce qui mènera au film éponyme.
Belushi lutte contre une forte toxicomanie qui menace sa carrière de comédien. Plus d'une fois, il est viré du Saturday Night Live en raison de son comportement (puis réembauché). En 1982, il meurt d'une intoxication médicamenteuse combinée (en) à l'âge de 33 ans, après qu'une trafiquante de drogue, Cathy Smith, lui a injecté un mélange d'héroïne et de cocaïne (connu sous le nom de speedball) au Château Marmont. Il reçoit à titre posthume une étoile sur le Hollywood Walk of Fame en 2004.

## Biographie

### Enfance
John Belushi est l'un des fils d'une famille de quatre enfants dont James, son frère, devient également comédien. Son père Adam, immigrant venu d'Albanie en 1934 à l'âge de 15 ans, se fait alors restaurateur. Le jeune adolescent se rend vite très populaire auprès de ses camarades du fait de sa triple activité : d'abord en tant que joueur de l'équipe de football de son école secondaire, ensuite comme batteur dans un groupe de rock 'n' roll et, enfin, en tant qu'acteur aux dons comiques déjà fort prometteurs. En 1967, John se produit dans une tournée estivale de spectacles puis va s'inscrire à l'Université du Wisconsin afin d'y obtenir un diplôme en Art Dramatique auquel il doit ensuite renoncer à cause de quelques ennuis financiers familiaux. Il suit les cours du collège de DuPage où, avec deux autres étudiants, il forme un trio comique, The West Compass Players qui, au terme de leurs études en 1970, partent vivre et travailler à Chicago.

### Débuts
John Belushi est d'abord remarqué par un membre de la célèbre troupe d'improvisateurs de Chicago, The Second City, où son futur acolyte Dan Aykroyd, ainsi que Chevy Chase et Bill Murray font leurs premières classes. Il s'y produit pendant un an et demi jusqu'à ce que son imitation désopilante de Joe Cocker lui vaille d'être ensuite engagé dans la troupe de la revue Off-Broadway Lemmings du magazine National Lampoon. Acclamé par la critique, il participe quelque temps en tant qu'acteur, scénariste et réalisateur à l'émission radiophonique Radio Hour également produite par le magazine National Lampoon.

### Consécration
En 1975, sa carrière prend un tournant décisif lorsqu'il rejoint l'équipe d'une nouvelle émission de télévision Saturday Night Live qui devient l'une des émissions humoristiques les plus populaires de la télévision. Cumulant les doubles fonctions d'acteur et de scénariste jusqu'en 1979, il y reçoit un Emmy Award en 1977.
En 1978, il débute au cinéma avec le film En route vers le Sud réalisé par Jack Nicholson, où il joue le rôle d'un shérif-adjoint mexicain. Mais c'est le rôle de Bluto qu'il tient dans le film comique loufoque de John Landis American College et dans lequel il interprète une sorte de colosse imbécile, brutal et vulgaire que sa carrière cinématographique est enfin lancée. En effet, le film obtient un important succès, engrangeant 141 millions de dollars de recettes pour un budget de production plutôt modeste de 2,7 millions de dollars.
Après une participation dans le film Old Boyfriends (en), suivi du doublage pour la version américaine de Tarzoon, la honte de la jungle, il tourne dans 1941 réalisé par Steven Spielberg où il joue le rôle d'un pilote de chasse complètement dément proche du personnage de Bluto. Même si le film, sorti en 1979, fut un échec commercial, sa prestation marqua les esprits et permit tout de même au film d'acquérir une certaine notoriété[réf. nécessaire].
En 1980, pour le film Les Blues Brothers de John Landis, il reprend le personnage de « Joliet » Jake Blues qu'il avait créé dans le cadre de l'émission Saturday Night Live. Ce film, où il forme un duo tonitruant avec Dan Aykroyd, connaît un immense succès commercial au second semestre 1980. Ce film ayant marqué toute une génération par entre autres la qualité des chorégraphies musicales et la présence de monstres sacrés de soul-funk, rhythm and blues et jazz tels que Aretha Franklin, Ray Charles, Cab Calloway, John Lee Hooker, James Brown, Alan Rubin.
Cependant, John Belushi n'entend pas rester confiné aux personnages burlesques de ses débuts et en tant que  grand admirateur de Marlon Brando, il souhaite changer de registre : jouer des personnages plus riches, plus complexes, notamment celui d'un journaliste sympathique dans la comédie romantique Continental Divide, ou celui d'un bourgeois strict et passablement « coincé » dans la comédie satirique Les Voisins où il retrouve Dan Aykroyd pour une troisième et ultime fois, puisqu'il s'agira de son dernier film.
Dan Aykroyd avait décidé que ce serait John Belushi qui jouerait le Dr Peter Venkman dans SOS Fantômes, jusqu'à ce que le 5 ou 6 mars 1982, il apprenne au téléphone la mort de son ami, alors même qu'il écrivait une ligne de texte pour ce dernier. Le rôle fut finalement donné à Bill Murray, qui a largement satisfait Aykroyd bien qu'il aurait tout de même voulu que ce soit son grand ami des Blues Brothers qui assure ce rôle.

### Mort
Le 5 mars 1982, John Belushi est retrouvé mort d'une intoxication importante après une nuit de consommation de drogue. Grand consommateur de cocaïne durant les années 1970, John Belushi s'était mis à l'héroïne puis à l'alcool, fin 1981, dans son bungalow du Château Marmont de Sunset Boulevard à Los Angeles. La mort aurait été accidentellement provoquée par une surdose de speedball par injection. Ce mélange mortel fut préparé puis injecté par sa petite amie, la chanteuse Cathy Evelyn Smith, qui s'enfuit d'abord au Canada puis finit par se rendre à la justice américaine. Accusée d'homicide involontaire, elle plaide coupable devant un tribunal de Los Angeles, qui la condamne à une peine de trois ans d'emprisonnement. Elle n'en purgera finalement que la moitié. Christiane Felscherinow séjournait dans le même hôtel au moment du décès, elle en parlera dans son livre Moi, Christiane F., la vie malgré tout.
Un film sur sa vie, Wired, sera réalisé en 1989 par Larry Peerce, d'après la biographie posthume écrite par le journaliste Bob Woodward.

## Récompense posthume
John Belushi reçoit son étoile à titre posthume le 1er avril 2004 sur le Hollywood Walk of Fame au 6355 Hollywood Boulevard.

## Filmographie

### Cinéma
- 1973 : National Lampoon Lemmings (en)  de Michael Keady et Tony Hendra (en) :  Divers rôles
- 1975 : Tarzoon, la honte de la jungle de Picha et Boris Szulzinger : Craig Baker (voix anglaise)
- 1978 : American College de John Landis : John « Bluto » Blutarsky
- 1978 : En route vers le sud (Goin' South) de Jack Nicholson : Deputy Hector
- 1979 : Old Boyfriends (en) de Joan Tewkesbury (en) : Eric Katz
- 1979 : 1941 de Steven Spielberg : Capitaine Wild Bill Kelso
- 1980 : Les Blues Brothers (The Blues Brothers) de John Landis : Jake Blues (Joliet)
- 1981 : Continental Divide de Michael Apted :  Ernie Souchak
- 1981 : Les Voisins (Neighbors) de John G. Avildsen : Earl Keese

### Télévision
- 1975 : Saturday Night Live :  Divers rôles (1975-1979)
- 1977 : Things We Did Last Summer (it)  de Gary Weis (en) : Jake Blues
- 1978 : All You Need Is Cash  de Eric Idle et Gary Weis (en) :  Ron Decline
- 1981 : Steve Martin's Best Show Ever  de Dave Wilson (en) et Eric Idle : Zhelezna Postruk

## Voix françaises
En France, John Belushi a été doublé par les comédiens Roger Lumont (En route vers le sud), Marc Jolivet (American College), Jacques Dynam (1941 et The Blues Brothers), et Philippe Dumat (Les Voisins).

## Discographie

### AvecThe Blues Brothers
- 1979 : Briefcase Full of Blues (Atlantic Records)
- 1980 : The Blues Brothers Soundtracks (Atlantic Records)
- 1980 : Made in America (Atlantic Records)
- 1981 : Best of The Blues Brothers (Atlantic Records)